# Wall Street
För andra betydelser, se Wall Street (olika betydelser).

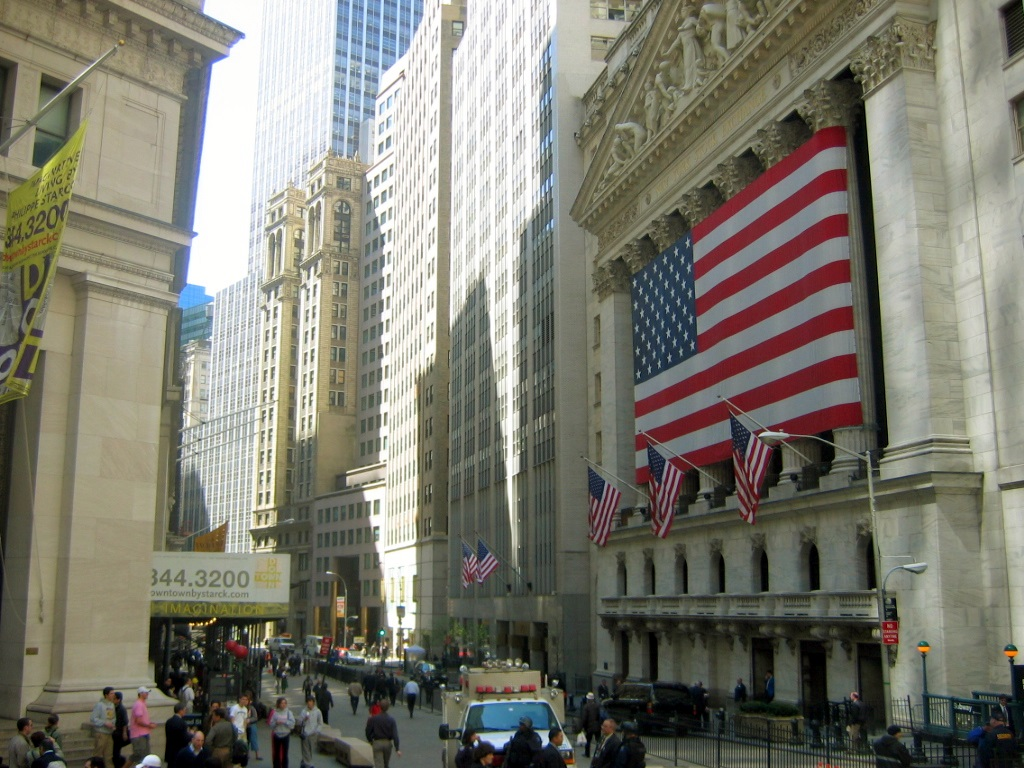
Fasaden till byggnaden för New York Stock Exchange på Wall Street.

Wall Street är en gata som ligger i området Financial District i den nedre delen av Manhattan i staden New York i delstaten New York i USA. En stadsmur för den nederländska kolonialstaden Nieuw Amsterdam som på 1600-talet sträckte sig över ön vid gatans plats har gett den sitt namn.  
Begreppet Wall Street utgör även en metonym för USA:s och ett av världens viktigaste finanscentrum. Börsen New York Stock Exchange ligger vid Wall Street. Affärsbanker och finansföretag har ofta sina huvudkontor i närheten. En del har dock flyttat i och med att World Trade Center i närheten raserades 2001. 

## Historik

### 1600-talet

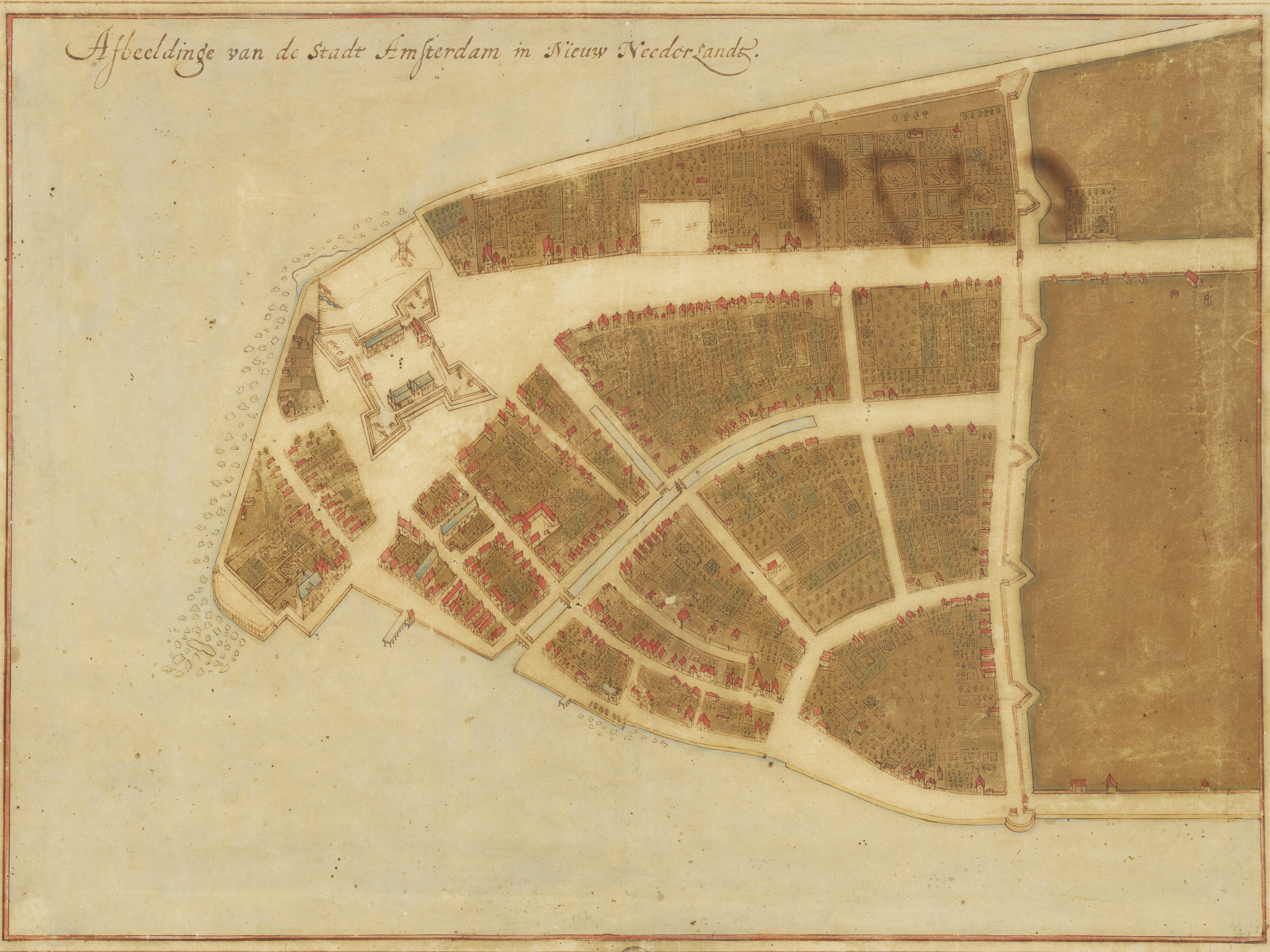
Stadskarta från 1660.

En stadsmur som förr sträckte sig över ön vid nuvarande Wall Street har gett gatan sitt namn. Anledningen till detta är att på tiden då resten av ön befolkades av ursprungsbefolkningen och behovet av en mur fanns var det fördelaktigt att äga mark nära muren med tanke på tillgången till vakter i närheten. Detta gjorde platsen längs muren populär för byggnader med stora summor kontanter till exempel banker.
Slaveriet introducerades på Manhattan år 1626, men det var först i december 1711 som New York City Common Council lät Wall 
Street bli den första officiella slavmarknaden i staden. Denna marknad, där förslavade afrikaner och indianer (ursprungsbefolkningar) såldes och hyrdes ut, var igång ett drygt halvsekel, 1711-1762. Lokalen där marknaden pågick låg i korsningen Wall Street och Pearl Street. Staden tjänade direkt på slavhandeln genom att den tog skatt på varje försäljning.

### 1700-talet
USA:s första president George Washington stod på balkongen till Federal Hall som låg på Wall Street när han förklarades som president i USA den 30 april 1789. En annan byggnad på samma plats, byggd 1842 och ursprungligen tullhus, utgör idag Federal Hall National Memorial.

### 1800-talet

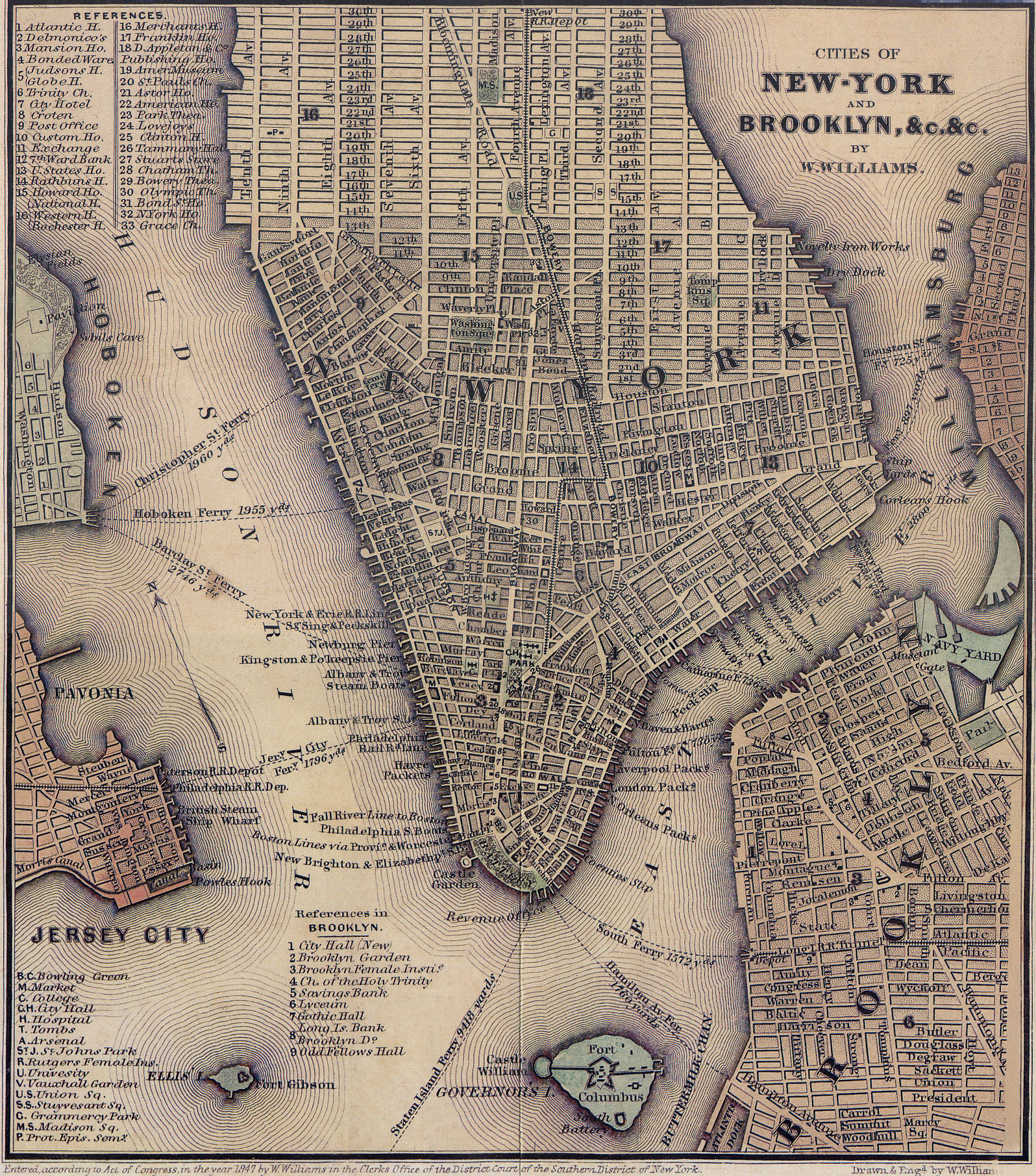
Karta från 1847.

Öppnandet av Erie Canal i början av 1800-talet medförde en boom för affärslivet i New York och inte minst på Wall Street som blev Amerikas finansiella centrum.